# Hermes, Oise

Hermes este o comună în departamentul Oise, Franța. În 1 ianuarie 2022 avea o populație de 2.510 de locuitori.